# Otręby

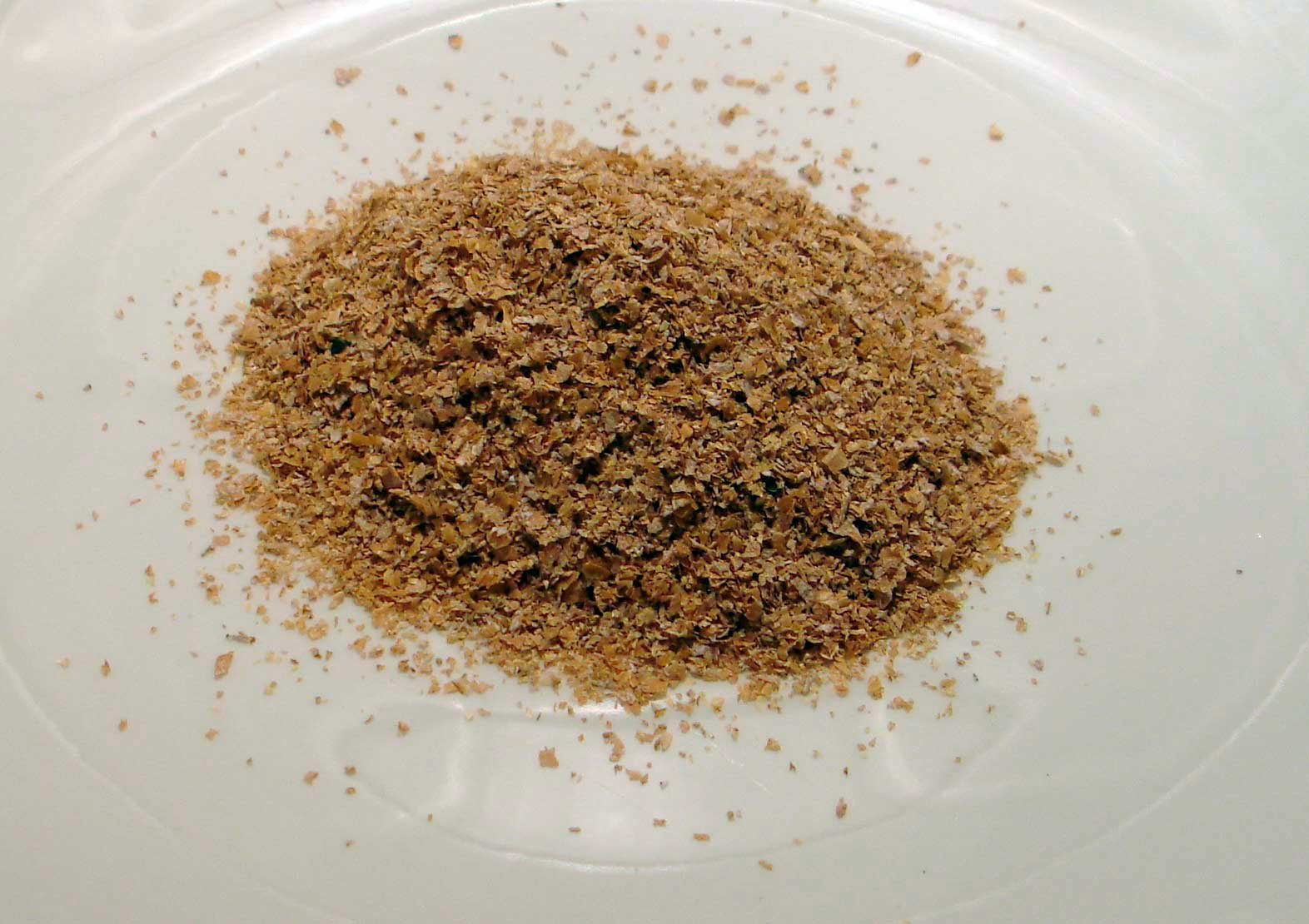
Otręby pszenne

Otręby – produkt uboczny powstały z przemiału zbóż (pszenicy, owsa, żyta lub ryżu), a także z przemiału zbóż rzekomych (gryki, quinoa). W skład otrąb zbożowych wchodzi w głównej mierze zewnętrzna warstwa ziarna, to jest warstwa owocowo nasienna. Głównymi produktami przemiału są: mąka, kasze oraz otręby.
Otręby zawierają dużą ilość błonnika, witamin i makro- oraz mikroelementów. Przyczyniają się do sprawniejszego funkcjonowania układu pokarmowego. Pomagają w profilaktyce schorzeń przewodu pokarmowego (rak jelita grubego, rak żołądka) oraz przy chronicznych zaparciach. Przy niektórych schorzeniach jako produkty bogate we włókno pokarmowe bywają przeciwwskazane.
Otręby dzięki wspomnianym zaletom są propagowane jako składnik zdrowej diety. Stanowią dodatek do pieczywa, także cukierniczego, płatków, musli itp. Używane są też jako swoisty „wypełniacz” dla osób stosujących diety niskokaloryczne – w dużej części są nieprzyswajalne przez organizm, a powodują uczucie sytości.
Otręby stosowane są jako pasza w hodowli zwierząt.